# Euphorbia paxiana
Euphorbia paxiana är en törelväxtart som beskrevs av Moritz Kurt Dinter. Euphorbia paxiana ingår i släktet törlar, och familjen törelväxter.
Artens utbredningsområde är Namibia. Inga underarter finns listade i Catalogue of Life.